# Heather Landymore
Heather Landymore (Halifax, 15 agosto 1973) è una schermitrice canadese.

## Palmarès
In carriera ha conseguito i seguenti risultati:
- Giochi Panamericani:

Mar del Plata 1995: bronzo nella spada a squadre.
Winnipeg 1999: argento nella spada a squadre.